# بیژن سمندر
بیژن سمندر (۲۶ خرداد ۱۳۲۰ – ۱۷ دی ۱۳۹۷) شاعر، ترانه‌سرا و نوازندهٔ تار اهل ایران بود. او را بنیان‌گذار سرودن شعر به گویش شیرازی می‌دانند.

## زندگی
بیژن سمندر در سال ۱۳۲۰ در شهر در محله «دروازه اصفهان» شیراز از مادر و پدری شیرازی به‌دنیا آمد. پدر او «احمد سمندر» دکتر داروساز و نام مادر او، «لیلی» بود. پدر بیژن، نخستین مشوّق او در راه هنر بود که او را از خردسالی با خرید سه‌تار به راه هنر راهنمایی کرد. دبستان تا کارشناسی را در شیراز به‌سر برد. آغاز درخشش او در دبیرستان سلطانی شیراز تحت راهنمایی‌های علی‌محمد کامرانی، معاون آن هنگام دبیرستان که دایی او نیز بود آغاز شد. با توجه به اعزام برترین دانش‌آموزان به اردوی رامسر و برگزاری مسابقات کشوری در آن محل، او در هر سال تحصیلی در یک رشته در ایران اول شد. سال اول مقام نخست در مسابقهٔ خط و خوش‌نویسی در سراسر ایران؛ سال دوم مقام نخست در مسابقهٔ ادبیات در سراسر ایران؛ سال سوم مقام نخست مسابقهٔ موسیقی در سراسر ایران و اعزام به اروپا را به‌دست‌آورد.
او در سال‌های جوانی به همراه برادران خود کاووس و سیروس سمندر و برخی دیگر گروهی به نام «گروه برادران سمندر» را تشکیل داد. آنها در این گروه به نواختن ساز و شعر و ترانه‌خوانی می‌پرداختند. در این گروه، بیژن، تار، سیروس، فلوت، و کاووس که بعدها کارشناس هنرهای زیبا شد تنبک می‌نواخت.
سمندر، مدرک دکتری خود را در رشتهٔ ادبیات در دانشگاه تهران کسب کرد. با توجه به علاقهٔ به هنر، دکترای معماری خود را در شهر واشینگتن، دی.سی. دریافت کرد.
او بنیان‌گذار سرودن شعر به گویش شیرازی بود. پرآوازه‌ترین سروده او برای مردم شیراز این سروده است: «اِی شهر شاعر پَروَرو، شیراز از گل بهتَرو، کو شاعِرو، کو دِلبَرو، کو ساقی‌و، کو ساغَرو.» از کتاب‌هایش با گویش شیرازی می‌توان از مجموعه شعر و تفسیر با عنوان‌های شعر شیراز و شعر شهر نام برد که هر دو اثری پژوهشی و کاوشگرانه در فرهنگ عامیانهٔ مردم شیراز است. به گفته خود او، «بهتر است اکنون درمورد خود پژوهش کنیم و اثر به جا بگذاریم تا بعدها خارجی‌ها درمورد ما پژوهش کنند» که البته این کنایه از برگردان و رمزگشایی خط میخی توسط خارجی‌ها بود. (مصاحبه رادیو زمانه)
پس از انقلاب ۱۳۵۷ ایران به آمریکا مهاجرت کرد و در آن کشور شیوهٔ تازه‌ای در شعر ایرانی بنیاد نهاد و نشانه آن کتاب میکس شعر است که هر بیت آن از یک مصراع پارسی و یک مصرع انگلیسی تشکیل شده است. او در آمریکا دکترای رشته حقوق خاورمیانه و آسیا را دریافت کرد.
انتشارات کتاب گویا به‌مناسبت چهار دهه کنش هنری او، مراسم یادبودی با عنوان ایران خلیج فارس (Iran Persian Gulf) در تاریخ شنبه ۱۵ ژانویهٔ ۲۰۰۵ میلادی در دانشگاه کالیفرنیا، لس آنجلس، تالار فروید به گردانندگی هما سرشار، با سخنان جمال عابدی، عباس توفیق، کورش امیرجاهد و کیخسرو بهروزی برگزار کرد. سمندر به‌علت بیماری به‌سختی توانست در این مراسم شرکت کند.
اشعار بیژن سمندر توسط بسیاری از خواننده‌ها اجرا شده‌اند.

## گل سنگم
از پرآوازه‌ترین آن‌ها که رکورد بیشترین ترانه خوانده شده توسط خوانندگان حرفه‌ای ایرانی، خارجی و غیر حرفه‌ای را دارد گل سنگ است که توسط تعدای زیادی خواننده خوانده شده است که می‌توان از بین آن‌ها اِمِل سایِن (خوانندهٔ تُرک) و هایده، ستار، دریا دادور، شینی ریگزبی، احمد ظاهر (خواننده افغان)، ریتا، داوود مبارکی، جبرئیل، علی ارشدی و … را نام برد.

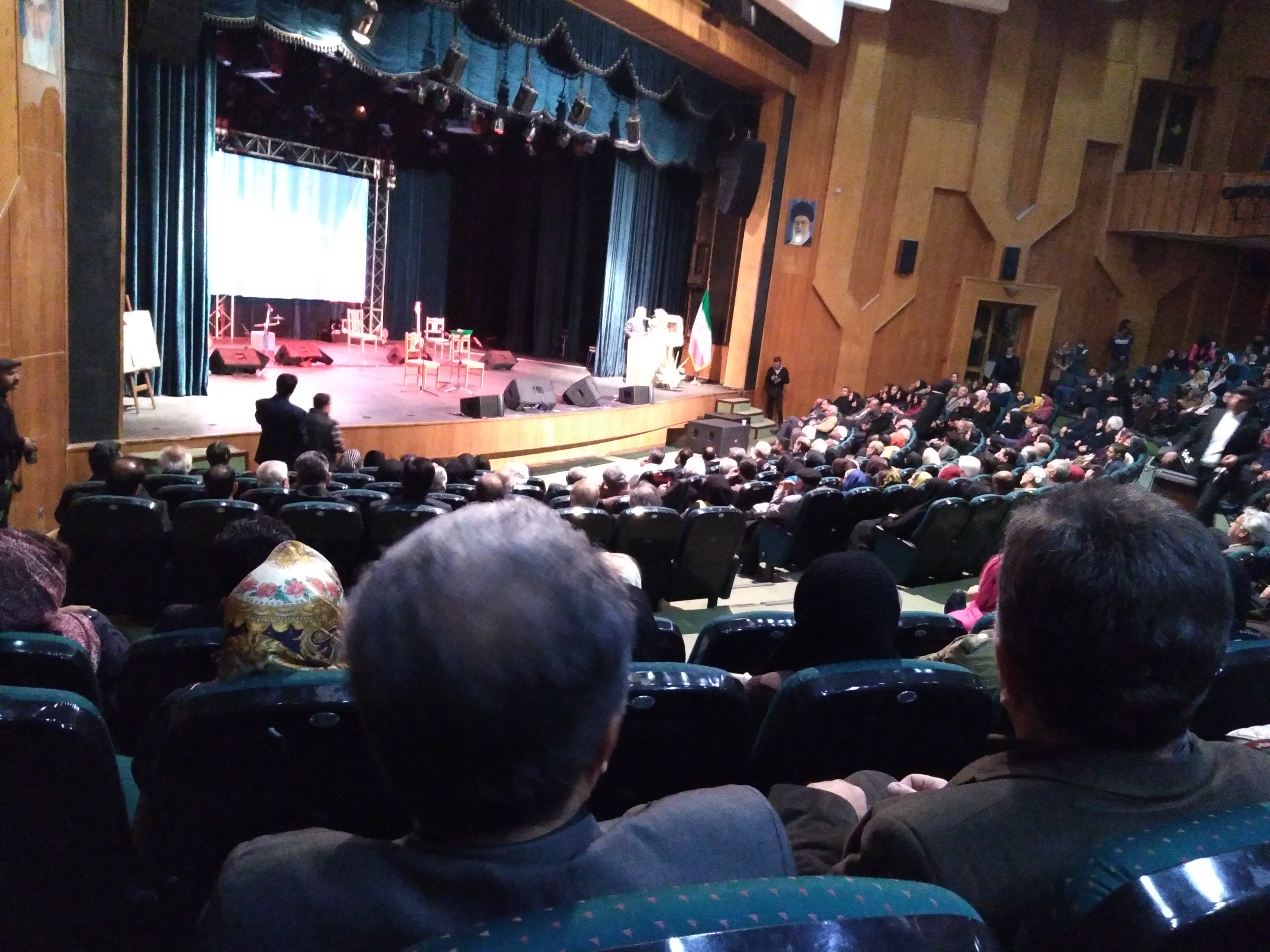
بزرگداشت بیژن سمندر سالن حافظ شیراز؛ ۱۳۹۷

## مرگ
بیژن سمندر که از سال ۱۳۸۷، به بیماری پارکینسون مبتلا بود در مرکز مراقبت از این‌گونه بیماران بستری شد و پس از تحمل ۱۰ سال بیماری، در تاریخ ۱۷ دی ۱۳۹۷ در ۷۷ سالگی در آمریکا درگذشت.
به دنبال مرگ بیژن سمندر در تاریخ ۹ بهمن ۱۳۹۷ مراسم بزرگداشتی با نام «کوچ شاعر، شعر شهر» در تالار حافظ شیراز به همت مرکز اسناد و کتابخانه ملی فارس و انتشارات نوید گویی شیراز و اداره فرهنگ و ارشاد اسلامی استان فارس و هماهنگی خانواده او با حضور ادبا و شعرا و فرهیختگان شیرازی و خانواده بیژن سمندر برگزار شد.
همزمان با این مراسم کتاب کوچ شاعر شعر شهر: یادمان استاد بیژن سمندر توسط دانشنامه فارس به چاپ رسید که بین شرکت کنندگان در مراسم توزیع شد این کتاب شامل گزیده‌ای از شعرها و عکس‌هایی از وی و خانواده‌اش و همچنین زندگینامه سمندر بود.

## ترانه‌شناسی
| خواننده               | نام ترانه               | ترانه‌سرا   | آهنگساز              | تنظیم                            | آلبوم                   |
| --------------------- | ----------------------- | ---------- | -------------------- | -------------------------------- | ----------------------- |
| آندرانیک آساطوریان    | آدم و حوا               | بیژن سمندر | آندرانیک آساطوریان   | آندرانیک آساطوریان               | اسم مرا صدا کن (۱۳۸۲)   |
| ابی                   | مدادرنگی                | بیژن سمندر | سیاوش قمیشی          | ناصر چشم‌آذر                      | خلیج                    |
| ابی                   | جعبهٔ جواهر              | بیژن سمندر | سیاوش قمیشی          | منوچهر چشم‌آذر                    | کوه یخ                  |
| ابی                   | کوه یخ                  | بیژن سمندر | سیاوش قمیشی          | منوچهر چشم‌آذر                    | کوه یخ                  |
| اندی                  | مادر                    | بیژن سمندر | اندی                 | اندی                             | خواستگاری               |
| اندی و بیژن مرتضوی    | عید شما مبارک           | بیژن سمندر | ناصر چشم‌آذر          | فرخ آهی                          | لیلی                    |
| اندی                  | چی بگم                  | بیژن سمندر | حسن شماعی‌زاده و اندی | اندی                             | جاده ابریشم             |
| ستار                  | گل سنگم                 | بیژن سمندر | انوشیروان روحانی     | انوشیروان روحانی                 | شهر غم                  |
| ستار                  | خدایا من غریبم          | بیژن سمندر | ناصر چشم‌آذر          | ناصر چشم‌آذر                      |                         |
| ستار                  | از عشق مردن             | بیژن سمندر | ناصر چشم‌آذر          | ناصر چشم‌آذر                      | بانی                    |
| ستار                  | خاک                     | بیژن سمندر | منوچهر چشم‌آذر        | منوچهر چشم‌آذر                    | گل پونه                 |
| ستار                  | گل‌گشت                   | بیژن سمندر | صادق نوجوکی          | صادق نوجوکی                      | گل بانو                 |
| هایده                 | گل سنگ                  | بیژن سمندر | انوشیروان روحانی     | انوشیروان روحانی                 | مهمون                   |
| هایده                 | ترانه سال               | بیژن سمندر | انوشیروان روحانی     | انوشیروان روحانی                 | فریاد                   |
| هایده                 | نوروز آمد               | بیژن سمندر | انوشیروان روحانی     | انوشیروان روحانی                 | نامه                    |
| هایده                 | فدات بگردم              | بیژن سمندر | انوشیروان روحانی     |                                  | اوج صدا                 |
| هایده                 | زندگی                   | بیژن سمندر | صادق نوجوکی          | صادق نوجوکی                      |                         |
| هایده                 | عالم یک رنگی            | بیژن سمندر | صادق نوجوکی          | صادق نوجوکی                      | شانه‌هایت                |
| هایده                 | عسل چشم                 | بیژن سمندر | ناصر چشم‌آذر          | ناصر چشم‌آذر                      | بزن تار                 |
| هایده                 | گل کاغذی                | بیژن سمندر | ناصر چشم‌آذر          | ناصر چشم‌آذر                      | گل واژه                 |
| هایده                 | شوریده سر               | بیژن سمندر | صادق نوجوکی          | صادق نوجوکی                      | شب عشق                  |
| معین                  | لیلی و مجنون            | بیژن سمندر | حسن شماعی‌زاده        | حسن شماعی‌زاده                    | هوس                     |
| معین                  | بی بی گل (فقط دکلمه)    | بیژن سمندر | محمد حیدری           | بیژن مرتضوی                      | بی بی گل                |
| معین                  | ارباب وفا               | بیژن سمندر | صادق نوجوکی          | صادق نوجوکی                      | مسافر                   |
| معین                  | ناجی                    | بیژن سمندر | صادق نوجوکی          | صادق نوجوکی                      | پنجره                   |
| شهرام شب‌پره           | مدرسه                   | بیژن سمندر | شهرام شب‌پره          | منوچهر چشم‌آذر                    | پریا                    |
| شهرام شب‌پره           | پریا                    | بیژن سمندر | حسن شماعی‌زاده        | منوچهر چشم‌آذر                    | پریا                    |
| شهرام شب‌پره           | من و تو                 | بیژن سمندر | حسن شماعی‌زاده        | راب شرک                          | شاپرک                   |
| شهرام شب‌پره           | شاپرک                   | بیژن سمندر | سیاوش قمیشی          | راب شرک                          | شاپرک                   |
| شهرام شب‌پره           | موندنی نیستم            | بیژن سمندر | حسن شماعی‌زاده        | مهداد زند کریمی                  | دو راهی                 |
| شهرام شب‌پره           | دریاچه نور              | بیژن سمندر | حسن شماعی‌زاده        | شوبرت آواکیان                    | آتیش                    |
| حبیب                  | گلاله                   | بیژن سمندر | حبیب                 | جهان شمس                         | آفتاب‌مهتاب              |
| فرزین                 | بیشتر بیشتر             | بیژن سمندر | حسن شماعی‌زاده        |                                  | هرگز هرگز               |
| نسرین                 | تسبیح                   | بیژن سمندر | احمدرضا موید         |                                  | گلی                     |
| کوروس شاهمیری         | دوریس                   | بیژن سمندر | کوروس شاهمیری        | اندی و کوروس شاهمیری             | خواستگاری               |
| سیاوش شمس             | عاشق میشم               | بیژن سمندر | آندو                 |                                  | پدر                     |
| سیاوش قمیشی           | از ماست که بر ماست      | بیژن سمندر | سیاوش قمیشی          | نوید نحوی                        | خواب بارون              |
| سیاوش قمیشی           | خواب بارون              | بیژن سمندر | سیاوش قمیشی          | نوید نحوی                        | خواب بارون              |
| مارتیک                | ناز ناز من              | بیژن سمندر | حسن شماعی‌زاده        | منوچهر چشم‌آذر                    | خواب                    |
| مارتیک                | خواب                    | بیژن سمندر | مارتیک               | منوچهر چشم‌آذر                    | خواب                    |
| مارتیک                | همه جا دنبال عشق می‌گشتم | بیژن سمندر | مارتیک               | مارتیک                           | خواب                    |
| مارتیک                | یار من خیلی خوبه        | بیژن سمندر | منوچهر چشم‌آذر        | منوچهر چشم‌آذر                    | حریر                    |
| مارتیک                | موطلایی                 | بیژن سمندر | حسن شماعی‌زاده        | منوچهر چشم‌آذر                    | خواب                    |
| مارتیک                | با من از عشق نترس       | بیژن سمندر | مارتیک               | منوچهر چشم‌آذر                    | نیلوفر                  |
| مارتیک                | ناز یار                 | بیژن سمندر | بیژن سمندر           | منوچهر چشم‌آذر                    | بهار                    |
| مارتیک                | آشفته                   | بیژن سمندر | شماعی زاده           | داود اردلان                      | بهار                    |
| مارتیک                | یاد تو هستم             | بیژن سمندر | صادق نوجوکی          | صادق نوجوکی                      | مهمون                   |
| مارتیک                | دو دلبر                 | بیژن سمندر | صادق نوجوکی          | صادق نوجوکی                      | مهمون                   |
| مارتیک                | دوستت دارم              | بیژن سمندر | حسن شماعی‌زاده        |                                  | با شما                  |
| مارتیک                | مگه نه                  | بیژن سمندر | عطاالله خرم          |                                  | فقط تو                  |
| شهره صولتی            | کاغذ سفید               | بیژن سمندر | حسن شماعی‌زاده        | حسن شماعی‌زاده                    | گرفتار                  |
| شهره صولتی            | عروسی                   | بیژن سمندر | حسن شماعی‌زاده        | منوچهر چشم‌آذر                    | سلام                    |
| شهره صولتی            | دخترا و پسرا            | بیژن سمندر | حسن شماعی‌زاده        | منوچهر چشم‌آذر                    | شیطونک                  |
| شهره صولتی            | کلاغ دم سیاه            | بیژن سمندر | صادق نوجوکی          | صادق نوجوکی                      | یکی یک دونه             |
| شهره صولتی            | شب شعر                  | بیژن سمندر | صادق نوجوکی          | صادق نوجوکی                      | یکی یک دونه             |
| شهره صولتی            | یکی یک دونه             | بیژن سمندر | صادق نوجوکی          | صادق نوجوکی                      | یکی یک دونه             |
| شهره صولتی            | کلید                    | بیژن سمندر | حسن شماعی‌زاده        | عبدی یمینی                       | صدای پا                 |
| شهره صولتی            | بشکن بشکن               | بیژن سمندر | صادق نوجوکی          | صادق نوجوکی                      | هم نفس                  |
| شهره صولتی            | سوگلی                   | بیژن سمندر | صادق نوجوکی          | صادق نوجوکی                      | زن                      |
| شهره صولتی            | عاشق زار                | بیژن سمندر | صادق نوجوکی          | صادق نوجوکی                      | زن                      |
| حسن شماعی‌زاده         | بیشتر بیشتر             | بیژن سمندر | حسن شماعی‌زاده        | نوید نحوی                        | خداحافظ                 |
| حسن شماعی‌زاده         | کمتر کمتر               | بیژن سمندر | حسن شماعی‌زاده        | نوید نحوی                        | کمتر کمتر               |
| حسن شماعی‌زاده         | یه فرصت دیگه بده        | بیژن سمندر | حسن شماعی‌زاده        | آندرانیک آساطوریان               | خداحافظ                 |
| حسن شماعی‌زاده         | عاشقم دوست دارم         | بیژن سمندر | حسن شماعی‌زاده        | فریدون حیدرنیا                   | دختر مردم (حالا حالاها) |
| حسن شماعی‌زاده         | دیوار موش داره          | بیژن سمندر | حسن شماعی‌زاده        | منوچهر چشم‌آذر                    | دختر مردم (حالا حالاها) |
| حسن شماعی‌زاده         | دختر مردم               | بیژن سمندر | حسن شماعی‌زاده        | نوید نحوی                        | دختر مردم (حالا حالاها) |
| حسن شماعی‌زاده         | I love you              | بیژن سمندر | حسن شماعی‌زاده        | منوچهر چشم‌آذر                    | اقاقی                   |
| حسن شماعی‌زاده         | نمیگی دوستم داری        | بیژن سمندر | حسن شماعی‌زاده        | منوچهر چشم آذر                   | اقاقی                   |
| حسن شماعی‌زاده         | نپری ز دستم             | بیژن سمندر | حسن شماعی‌زاده        | منوچهر چشم‌آذر                    | دختر مردم (حالا حالاها) |
| حسن شماعی‌زاده         | زرگری                   | بیژن سمندر | حسن شماعی‌زاده        | نوید نحوی                        | اقاقی                   |
| حسن شماعی‌زاده         | برکه                    | بیژن سمندر | حسن شماعی‌زاده        | نوید نحوی                        | خداحافظ                 |
| حسن شماعی‌زاده         | Rap                     | بیژن سمندر | حسن شماعی‌زاده        | منوچهر چشم‌آذر                    | اقاقی                   |
| حسن شماعی‌زاده         | بپر اینور دیوار         | بیژن سمندر | حسن شماعی‌زاده        | نوید نحوی                        | دختر مردم (حالا حالاها) |
| حسن شماعی‌زاده         | مامانم                  | بیژن سمندر | حسن شماعی‌زاده        | کاظم عالمی                       | غزلک                    |
| حسن شماعی‌زاده         | من تو رو میخوام         | بیژن سمندر | حسن شماعی‌زاده        | کاظم عالمی                       | گل                      |
| حسن شماعی‌زاده         | غوغا                    | بیژن سمندر | حسن شماعی‌زاده        | مجید قربانی                      | گل                      |
| حسن شماعی‌زاده         | منو صدا کردی            | بیژن سمندر | حسن شماعی‌زاده        | نوید نحوی                        | گل                      |
| حسن شماعی‌زاده         | جناق                    | بیژن سمندر | حسن شماعی‌زاده        | نوید نحوی                        | گل                      |
| حسن شماعی‌زاده         | شک                      | بیژن سمندر | حسن شماعی‌زاده        | منوچهر چشم‌آذر                    | گل                      |
| حسن شماعی‌زاده         | وای چه شیرینه           | بیژن سمندر | حسن شماعی‌زاده        | منوچهر چشم‌آذر                    | گل                      |
| حسن شماعی‌زاده و فتانه | تولدت مبارک             | بیژن سمندر | حسن شماعی‌زاده        | انوشیروان روحانی - حسن شماعی‌زاده | آتش روی خاکستر          |
| حسن شماعی‌زاده         | ساعت هفت شب             | بیژن سمندر | حسن شماعی‌زاده        | مهداد زند کریمی                  | ساعت هفت شب             |
| حسن شماعی‌زاده         | آروم آروم               | بیژن سمندر | حسن شماعی‌زاده        | شوبرت آواکیان                    | پرواز عشق               |
| حسن شماعی‌زاده         | جل الخالق               | بیژن سمندر | حسن شماعی‌زاده        | جرج پاتر وند                     | پرستش                   |
| حمیرا                 | دوست دارم               | بیژن سمندر | محمود قراملکی        |                                  | هم‌زبونم باش             |
| حمیرا                 | حسود (عشق زیاد)         | بیژن سمندر | حسن شماعی‌زاده        | منوچهر چشم‌آذر                    | دریا کنار               |
| حمیرا                 | تلفن                    | بیژن سمندر | کاظم رزازان          | منوچهر چشم‌آذر                    | دریا کنار               |
| حمیرا                 | عاشقم من                | بیژن سمندر | مجید قربانی          | مجید قربانی                      | گلبرگ                   |
| حمیرا                 | عشق منی تو              | بیژن سمندر | آندرانیک آساطوریان   | آندرانیک آساطوریان               | بهار عشق                |
| فتانه                 | زیر سر یار بلند شده     | بیژن سمندر | حسن شماعی‌زاده        | منوچهر چشم‌آذر                    | گذشته‌های شیرین          |
| فتانه                 | گل سرسبد                | بیژن سمندر | حسن شماعی‌زاده        | منوچهر چشم‌آذر                    |                         |
| فتانه                 | چاه مکن                 | بیژن سمندر | حسن شماعی‌زاده        | منوچهر چشم‌آذر                    |                         |
| فتانه                 | چه کنم چیکار کنم        | بیژن سمندر | آندرانیک آساطوریان   | آندرانیک آساطوریان               | هفت روز هفته            |
| فتانه                 | نامهربون                | بیژن سمندر | حسن شماعی‌زاده        | مهداد زند کریمی                  | گل و آتش                |
| فتانه                 | چه کنم                  | بیژن سمندر | آندرانیک آساطوریان   | آندرانیک آساطوریان               | سالار                   |
| فتانه                 | شب یلدا                 | بیژن سمندر | آندرانیک آساطوریان   | آندرانیک آساطوریان               | سالار                   |
| فتانه                 | قصه زندگی               | بیژن سمندر | حسن شماعی‌زاده        | منوچهر چشم‌آذر                    | سالار                   |
| فتانه                 | یک دو سه                | بیژن سمندر | حسن شماعی‌زاده        | منوچهر چشم‌آذر                    | کولی                    |
| عارف                  | هراس از فردا            | بیژن سمندر | ناصر چشم‌آذر          | ناصر چشم‌آذر                      |                         |
| محمدرضا شجریان        | مگه نه                  | بیژن سمندر | عطاالله خرم          |                                  | مگه نه                  |
| ویگن                  | بی وفا                  | بیژن سمندر | آندرانیک آساطوریان   | آندرانیک آساطوریان               | دیروز امروز             |
| ویگن                  | عشق‌های قدیم             | بیژن سمندر | آندرانیک آساطوریان   | آندرانیک آساطوریان               | دیروز امروز             |
| ویگن                  | نازنین                  | بیژن سمندر | صادق نوجوکی          | صادق نوجوکی                      | سلطان عشق               |
| سامان                 | ترکم نکن                | بیژن سمندر | آندرانیک آساطوریان   | آندرانیک آساطوریان               | الهه عشق                |
| بیژن مرتضوی           | خدای مستون              | بیژن سمندر | صادق نوجوکی          | صادق نوجوکی                      |                         |
| بیژن مرتضوی           | سفر کرده                | بیژن سمندر | آندرانیک آساطوریان   | بیژن مرتضوی                      | خواب و بیداری           |
| امید سلطانی           | مهتاب                   | بیژن سمندر | صادق نوجوکی          | صادق نوجوکی                      | هر دو عاشق              |
| امید سلطانی           | عشق و تمنا              | بیژن سمندر | صادق نوجوکی          | امیر بدخش                        | هوای آزادی              |
| مهستی                 | لیلی و مجنون            | بیژن سمندر | انوشیروان روحانی     | انوشیروان روحانی                 | بی نوا دل               |
| مهستی                 | تو بزن تا من برقصم      | بیژن سمندر | صادق نوجوکی          | صادق نوجوکی                      | تو بزن تا من برقصم      |
| مهستی                 | درد غربت                | بیژن سمندر | ناصر چشم‌آذر          | ناصر چشم‌آذر                      | بی نوا دل               |
| مهستی                 | فدات شم                 | بیژن سمندر | صادق نوجوکی          | صادق نوجوکی                      | بی نوا دل               |
| مهستی                 | آشنا                    | بیژن سمندر | محمد حیدری           | منوچهر چشم‌آذر                    | سپیده‌دم                 |
| مهستی                 | همصدا                   | بیژن سمندر | حسن شماعی‌زاده        | منوچهر چشم‌آذر                    | دلداده                  |
| مهستی                 | باز بگو                 | بیژن سمندر | حسن شماعی‌زاده        | منوچهر چشم‌آذر                    | دلداده                  |
| لیلا فروهر            | درخت گل                 | بیژن سمندر | صادق نوجوکی          | صادق نوجوکی                      | مخمل ناز                |
| لیلا فروهر            | یار                     | بیژن سمندر | حسن شماعی‌زاده        | منوچهر چشم‌آذر                    |                         |
| لیلا فروهر            | بهانه                   | بیژن سمندر | انوشیروان روحانی     | انوشیروان روحانی                 | بهانه                   |
| لیلا فروهر            | من و تو                 | بیژن سمندر | انوشیروان روحانی     | انوشیروان روحانی                 | بهانه                   |
| لیلا فروهر            | نازنین                  | بیژن سمندر | صادق نوجوکی          | صادق نوجوکی                      | قصه عشق                 |
| سوزان روشن            | عاشق عاشقم من           | بیژن سمندر | صادق نوجوکی          | صادق نوجوکی                      | دروغ نگو                |
| شهرام صولتی           | مگه میشه                | بیژن سمندر | حسین واثقی           | داوود شراره                      |                         |
| شهرام صولتی           | زنگ عشق                 | بیژن سمندر | صادق نوجوکی          | صادق نوجوکی                      | وسوسه                   |
| شهرام صولتی           | آهسته آهسته             | بیژن سمندر | صادق نوجوکی          | صادق نوجوکی                      | سرنوشت                  |
| مرتضی                 | خواب بارون              | بیژن سمندر | محمود قراملکی        | منوچهر چشم‌آذر                    | دلگیر                   |
| مرتضی                 | یار مو کوتاه            | بیژن سمندر | مجید قربانی          | مجید قربانی                      | داروغه                  |
| مرتضی                 | یادت نره                | بیژن سمندر | آندرانیک آساطوریان   | آندرانیک آساطوریان               | داروغه                  |
| مرتضی                 | چی گفت                  | بیژن سمندر | صادق نوجوکی          | صادق نوجوکی                      |                         |
| مرتضی                 | شهر فرنگ                | بیژن سمندر | صادق نوجوکی          | صادق نوجوکی                      | واویلا                  |
| مرتضی                 | گل آقا                  | بیژن سمندر | مرتضی                | بیژن قادری                       | گل آقا                  |
| مرتضی                 | باز منو کاشتی           | بیژن سمندر | مرتضی                | منوچهر چشم‌آذر                    | گل آقا                  |
| مرتضی                 | دل به تو بستم           | بیژن سمندر | مرتضی                | آندرانیک آساطوریان               | گل آقا                  |
| مرتضی                 | آهو                     | بیژن سمندر | مرتضی                | فریدون حیدرنیا                   | گل آقا                  |
| ایرج                  | دست‌خوش                  | بیژن سمندر | حسین واثقی           |                                  | گلدون بی گل             |
| ایرج                  | یار شیراز               | بیژن سمندر | پرویز غیائیان        |                                  | آدم‌ها                   |
| ایرج                  | یارم                    | بیژن سمندر | پرویز غیائیان        |                                  | مهمان                   |
| هوشمند عقیلی          | گول دنیا را نخور        | بیژن سمندر | ناصر چشم‌آذر          | ناصر چشم‌آذر                      |                         |
| هوشمند عقیلی          | بلوط                    | بیژن سمندر | ناصر چشم‌آذر          | ناصر چشم‌آذر                      |                         |
| هوشمند عقیلی          | عشق شرقی                | بیژن سمندر | ناصر چشم‌آذر          | ناصر چشم‌آذر                      |                         |
| هوشمند عقیلی          | گیاه                    | بیژن سمندر | ناصر چشم‌آذر          | ناصر چشم‌آذر                      |                         |
| ناهید                 | هدیه                    | بیژن سمندر | سیاوش قمیشی          | منوچهر چشم آذر                   | هدیه                    |
| ناهید                 | تهران                   | بیژن سمندر | صادق نوجوکی          | صادق نوجوکی                      | هدیه                    |
| ناهید                 | امید به فردا            | بیژن سمندر | صادق نوجوکی          | صادق نوجوکی                      | هدیه                    |
| ناهید                 | دفتر عشق                | بیژن سمندر | حسن شماعی‌زاده        | منوچهر چشم‌آذر                    | راز                     |
| ناهید                 | نامه رسون               | بیژن سمندر | حسن شماعی‌زاده        | منوچهر چشم‌آذر                    | راز                     |
| دلارام                | پیچک                    | بیژن سمندر | سام امیرابراهیمی     | شیوا                             | غریبه                   |
| دلارام                | نگاهت میگه دوستم داری   | بیژن سمندر | آندرانیک آساطوریان   | آندرانیک آساطوریان               | غریبه                   |
| دلارام                | کیه کیه                 | بیژن سمندر | صادق نوجوکی          | صادق نوجوکی                      | غریبه                   |
| دلارام                | مرا ببر به خانه‌ات       | بیژن سمندر | کیومرث سلیم‌پور       | آرمن آهارونیان                   | غریبه                   |
| شهلا سرشار            | نخلستون                 | بیژن سمندر | شیوا                 | شیوا                             |                         |
| شهلا سرشار            | دختر آفتاب              | بیژن سمندر | کاظم عالمی           | کاظم عالمی                       | اعتراف                  |
| شهلا سرشار            | باغ دل                  | بیژن سمندر | صادق نوجوکی          | صادق نوجوکی                      | عاشقانه با دلم رفتار کن |
| احمد آزاد             | دست بده تا برم          | بیژن سمندر | حسن شماعی‌زاده        | منوچهر چشم‌آذر                    | ساقی                    |
| احمد آزاد             | مو شرابی                | بیژن سمندر | حسن شماعی‌زاده        | نوید نحوی                        | مو شرابی                |
| احمد آزاد             | تلفن                    | بیژن سمندر | حسن شماعی‌زاده        | نوید نحوی                        | درد عشق                 |
| احمد آزاد             | با تو هستم              | بیژن سمندر | حسن شماعی‌زاده        | نوید نحوی                        | مو شرابی                |
| احمد آزاد             | شش و هشت                | بیژن سمندر | فرهاد بشارتی         | فرهاد بشارتی                     | مو شرابی                |
| احمد آزاد             | درد عشق                 | بیژن سمندر | احمد آزاد            | فرهاد بشارتی                     | درد عشق                 |
| صادق نوجوکی           | این‌جا دلم وا نمیشه      | بیژن سمندر | صادق نوجوکی          | صادق نوجوکی                      |                         |
| صادق نوجوکی           | ولوله                   | بیژن سمندر | صادق نوجوکی          | صادق نوجوکی                      |                         |
| صادق نوجوکی           | کج بشین                 | بیژن سمندر | صادق نوجوکی          | صادق نوجوکی                      |                         |
| صادق نوجوکی           | نگارای ایرونی           | بیژن سمندر | صادق نوجوکی          | صادق نوجوکی                      |                         |
| صادق نوجوکی           | بوسه                    | بیژن سمندر | صادق نوجوکی          | صادق نوجوکی                      |                         |
| افضل                  | چرا برگشتی              | بیژن سمندر | حسن شماعی‌زاده        | زاره کشیشیان                     |                         |
| افضل                  | خوشگله                  | بیژن سمندر | مارتیک               | منوچهر چشم‌آذر                    |                         |
| افضل                  | نازنین                  | بیژن سمندر | حسن شماعی‌زاده        | حسن شماعی‌زاده                    |                         |

## آثار ادبی و تحقیقی
- پَرَندوش (مجموعه شعر) سیاه‌مشق‌های شاعرانه
- شعر شیراز (مجموعه شعر و تفسیر) به لهجهٔ شیرازی، تحقیق و پژوهش در فرهنگ مردم شیراز
- شعر شهر (مجموعه شعر و تفسیر) به لهجهٔ شیرازی، کاوش در فرهنگ عامیانهٔ شیراز
- میکس شعر (مجموعه شعر فارسی و انگلیسی)، پدیده‌ای تازه در شعر فارسی، چاپ آمریکا
- سمندر (مجموعه شعر) چاپ آمریکا
- شعرک‌های ژاپنی (ترجمه) با مقدمه‌ای پیرامون تاریخ و ادبیات ژاپن
- ترانک (مجموعهٔ ۱۱۰ ترانه)

## سوابق فرهنگی و اداری
- امور کنسولیِ سفارت ایران - واشینگتن
- رابط وزارت اطلاعات در ادارهٔ اطلاعات سازمان ملل متحد
- نمایندهٔ رادیو تلویزیون ملی ایران در اتحادیهٔ رادیو و تلویزیون‌های آسیا
- کارشناس فرهنگی ممالک آسیایی و آفریقایی
- ادارهٔ شعر و ترانهٔ گروه موسیقی تلویزیون ملی ایران
- ادارهٔ آرشیو فیلم ایران
- ادارهٔ امور بورس دانشجویان مقیم خارج (وزارت فرهنگ و هنر)
- سردبیر رادیو ایران (کمیتهٔ نمایشات)
- سردبیر رادیو ایران (کمیتهٔ جوانان)
- سردبیر ماهنامهٔ هنر و مردم (نشریهٔ تحقیقی و علمی وزارت فرهنگ و هنر)

## سوابق هنری
- مقام نخست در مسابقهٔ خط و خوشنویسی در سراسر ایران (دوران تحصیل)
- مقام نخست در مسابقهٔ ادبیات در سراسر ایران (دوران تحصیل)
- مقام نخست در مسابقهٔ موسیقی در سراسر ایران و اعزام به اروپا (دوران تحصیل)
- اجرای کنسرت در تلویزیون و مراکز فرهنگی کشورهای اروپایی
- اجرای کنسرت در مراکز فرهنگی و علمی آمریکا

## آثار میهنی
- سرود مهرگان (برندهٔ مسابقهٔ بین شاعران و آهنگسازان کشور)
- سرود روز پدر (برندهٔ مسابقهٔ بین شاعران و آهنگسازان کشور)
- سرود بین‌المللی چمبوری پیشاهنگی (انگلیسی و فارسی) برای اجتماع بین‌المللی پیشاهنگان جهان

(ملودی و رهبری اجرای سرودهای یادشده از حشمت سنجری است)

## آثار موسیقی (تکنوازی)
- آلبوم تار (صفحهٔ ۳۳دور استریو)، تولید نیویورک (لیریکورد کمپانی)
- آلبوم شعر و آواز موسیقی (صفحهٔ ۳۳دور استریو)، تولید نیویورک (لیریکورد کمپانی)
- صدای شاعر: کاست شعرهای شیرازی با تار و سه‌تار شاعر (تولید تهران - برای جشن‌های فرهنگ و هنر فارس)
- صدای شاعر: کاست شعرهای شیرازی با تار شاعر، تولید شیراز
- موسیقی متن اشعار حافظ (سه‌تار سُلو) کاست (از انتشارات رادیو - لس‌آنجلس)
- مثنوی کوتاه سرنوشت (حاوی تار و اشعار و آهنگ‌های شاعر؛ کاست شماره ۳۵۰ شرکت ساندکس - لس‌آنجلس)
- دشتر و دیلمان (حاوی تار و اشعار شاعر؛ کاست شماره ۱۲۴ شرکت ترانه - لس‌آنجلس)

## آثار موسیقی (فولکلور)
- راه شیراز برای تو دوره (صمد عقاب)
- دم شاه‌چراغ زیر چلچراغ وعده کردی
- پشت فرمونداری

## ترانه‌ها و خواننده‌ها
شناخته‌شده‌ترین ترانه‌های او
- کاغذ سفید - از آلبوم گرفتار از شهره صولتی
- سوگُلی - از آلبوم زن از شهره صولتی
- کلاغ دم سیاه - از آلبوم یکی یکدونه از شهره صولتی
- شب شعر - از آلبوم یکی یکدونه از شهره صولتی
- بشکن بشکن - از آلبوم هم نفس از شهره صولتی
- عروسی- از آلبوم سلام از شهره صولتی
- کِلید- از آلبوم صدای پا از شهره صولتی
- گل سنگ - هایده
- نوروز آمد - هایده
- از ماست که بر ماست - از آلبوم خواب بارون از سیاوش قمیشی
- تنها بودم - از آلبوم غوغا از رضا رویگری
- مدادرنگی - از آلبوم خلیج از ابی
- عسل‌چشم - از آلبوم بزن تار از هایده
- شوریده‌سر - از آلبوم شب عشق از هایده
- دوستت دارم - از آلبوم با شما از مارتیک
- بهانه - از آلبوم بهانه از لیلا فروهر
- نازنین - از آلبوم Love Story از لیلا فروهر
- ناجی - از آلبوم پنجره از معین
- گلاله - از آلبوم آفتاب‌مهتاب از حبیب
- ارباب وفا - از آلبوم مسافر از معین
- لیلی و مجنون - از آلبوم هوس از معین
- یار من خیلی خوبه - از آلبوم حریر از مارتیک
- دو دلبر (مارتیک) - از آلبوم مهمون از مارتیک
- یا تو هستم (مارتیک) - از آلبوم مهمون از مارتیک
- بی‌وفا - از آلبوم دیروز امروز از ویگن
- عشق‌های قدیم - از آلبوم دیروز امروز از ویگن
- نازنین - از آلبوم سلطان عشق از ویگن
- پرستو (نوشتن لیریک) - از آلبوم پرستو از جمیل
- یار سی تو می‌گُم (محلی شیرازی) (نوشتن لیریک) - از آلبوم سکه از ایمان شاهی
- سکه (نوشتن لیریک) - از آلبوم سکه از ایمان شاهی
- مرا بگذار و بگذر (نوشتن لیریک) - از آلبوم سکه از ایمان شاهی
- گل‌گشت - از آلبوم گل‌بانو از ستار
- ها بله - حسین میری
- شیراز - نوید نیک کار
- تو بزن تا من برقصم-مهستی